# فيتزجيرالد
فيتزجيرالد (بالإنجليزية: Fitzgerald, Georgia)‏ هي مدينة تقع في مقاطعة بن هل، جورجيا, مقاطعة إروين، جورجيا بولاية جورجيا في الولايات المتحدة. تبلغ مساحة هذه المدينة 23.3 (كم²)، وترتفع عن سطح البحر 110 م، بلغ عدد سكانها 9053 نسمة في عام 2010 حسب إحصاء مكتب تعداد الولايات المتحدة.

## أعلام
- تشارلي ستون
- رايموند جي. ديفيس
- أبنر جاي
- فرانسيس مايس
- تشارلي بولك

## وصلات خارجية
- www.fitzgeraldga.org
- Cities & Counties - Georgia.gov